# Miniac-sous-Bécherel
Miniac-sous-Bécherel (bretonisch: Minieg-Begerel, Gallo: Meinyac) ist eine französische Gemeinde im Département Ille-et-Vilaine in der Region Bretagne. Sie gehört zum Kanton Montauban-de-Bretagne im Arrondissement Rennes und hat 788 Einwohner (Stand: 1. Januar 2022). Die Bewohner heißen Miniacois.

## Geographie
Miniac-sous-Bécherel liegt etwa 26 Kilometer nordwestlich von Rennes. Hier entspringen die Flüsse Néal und Hac. Umgeben wird Miniac-sous-Bécherel von den Nachbargemeinden Longaulnay und Bécherel im Nordwesten und Norden, La Baussaine im Nordosten, Cardroc im Osten, La Chapelle-Chaussée im Osten und Südosten, Romillé im Südosten, Irodouër im Süden sowie Saint-Pern im Westen.

## Bevölkerungsentwicklung
| Jahr                       | 1962 | 1968 | 1975 | 1982 | 1990 | 1999 | 2006 | 2013 | 2020 |
| Einwohner                  | 623  | 612  | 587  | 527  | 516  | 560  | 648  | 744  | 795  |
| Quellen: Cassini und INSEE |      |      |      |      |      |      |      |      |      |

## Sehenswürdigkeiten
- Zwei Menhire: Les Roches du Diable, seit 1960 Monument historique
- Kirche Saint-Pierre aus dem 12. Jahrhundert, umgebaut im 18. Jahrhundert
- Herrenhaus Le Verger

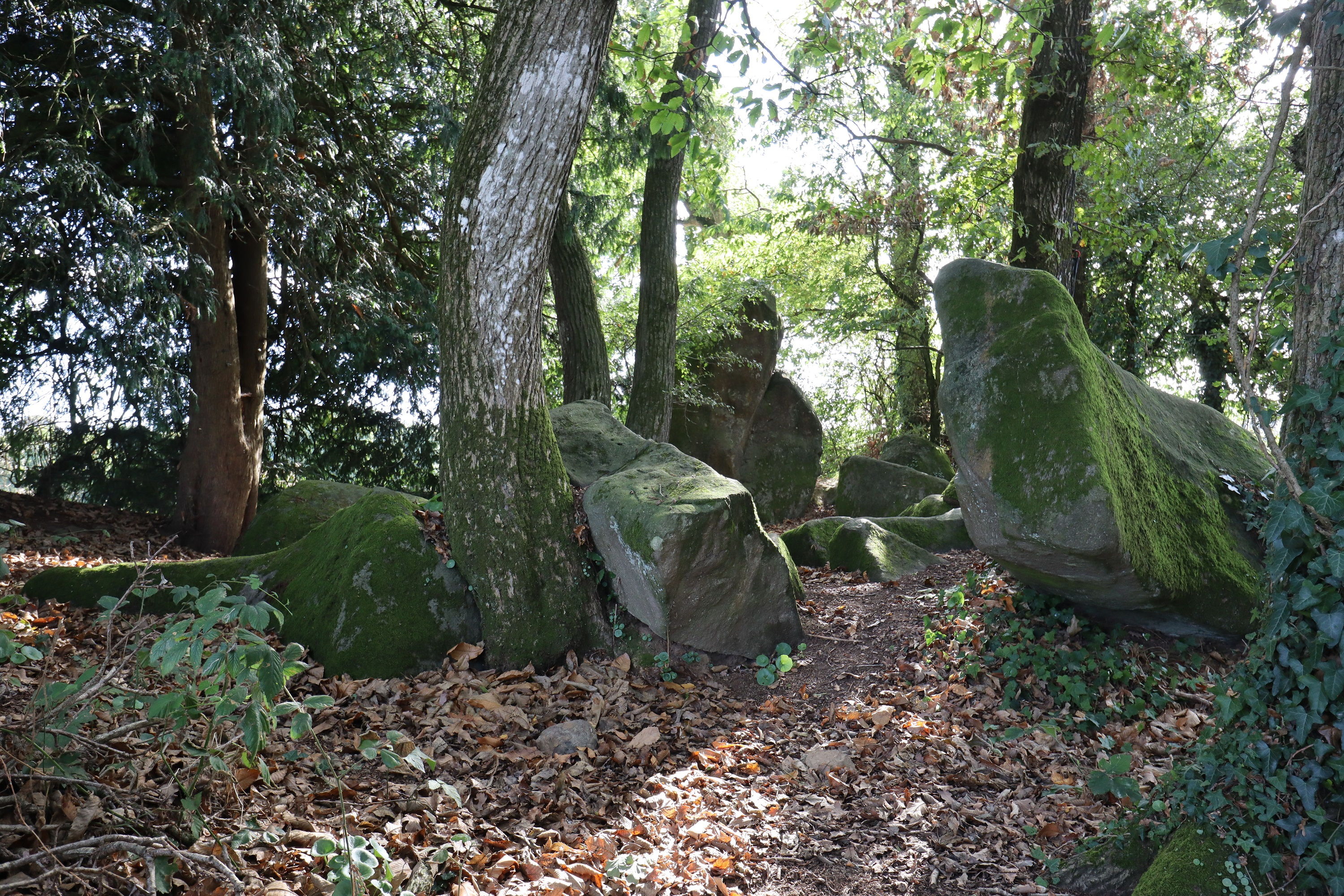
Menhire Les Roches du Diable
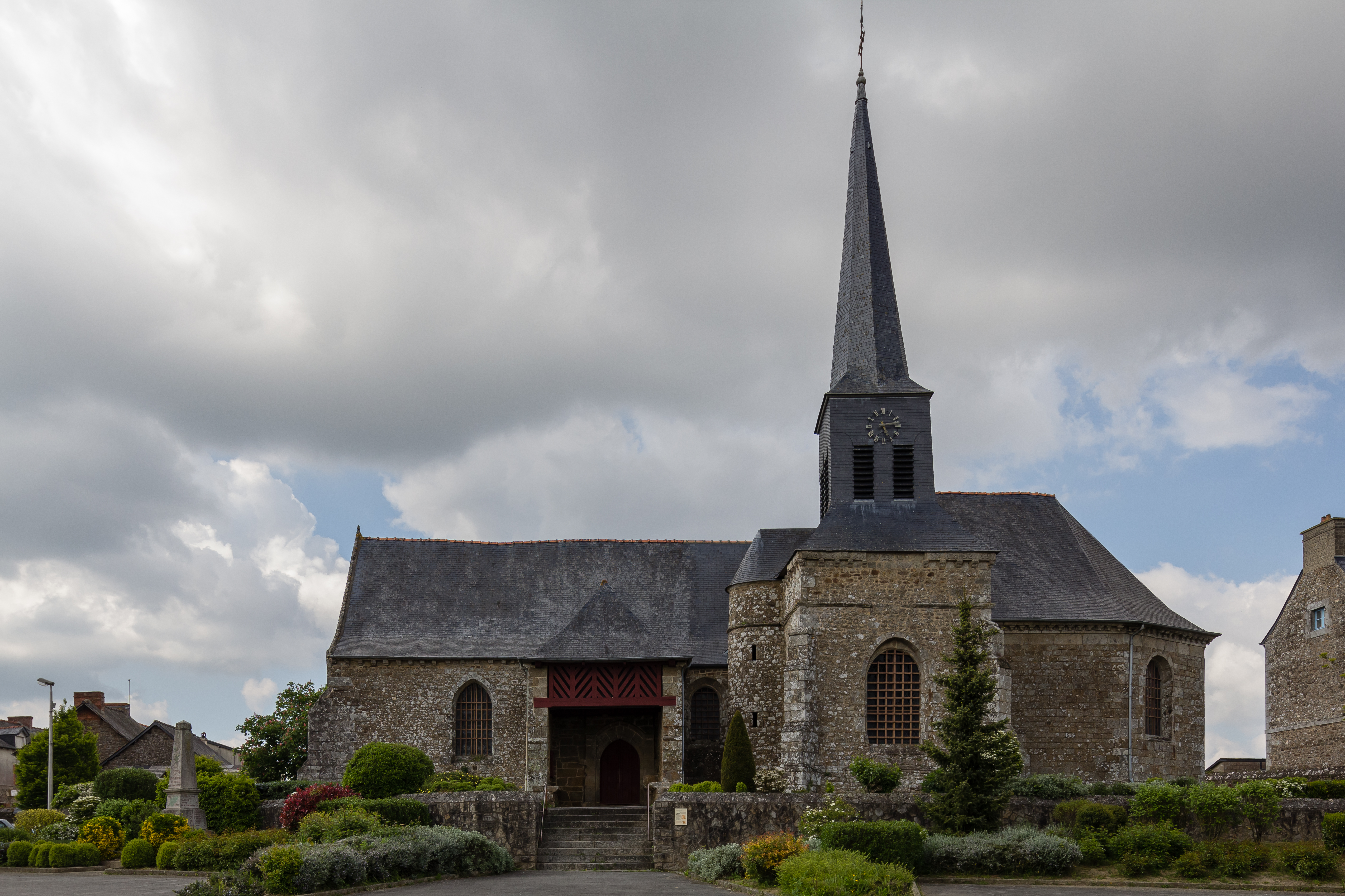
Kirche Saint-Pierre
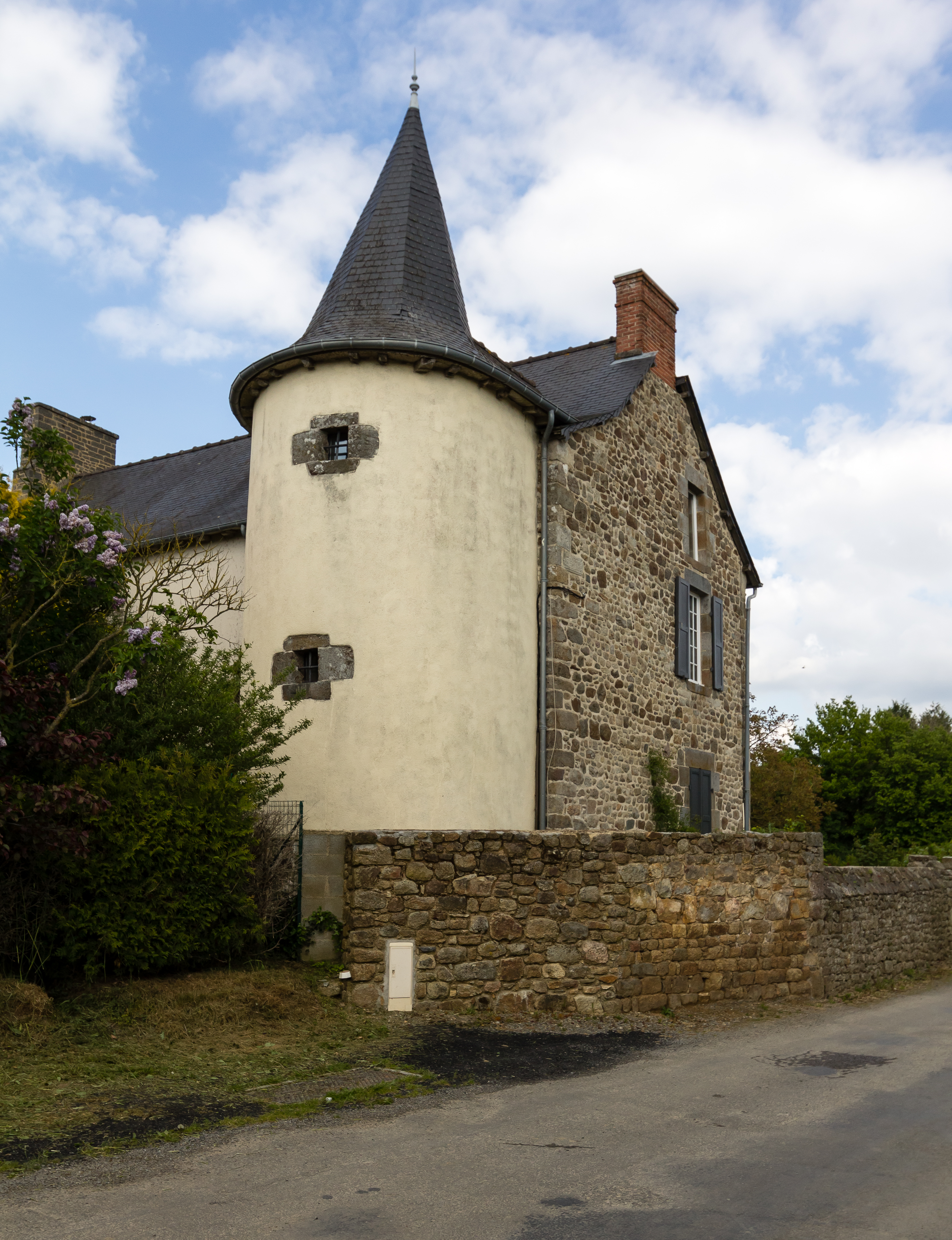
Herrenhaus Le Verger